# Adriano Live

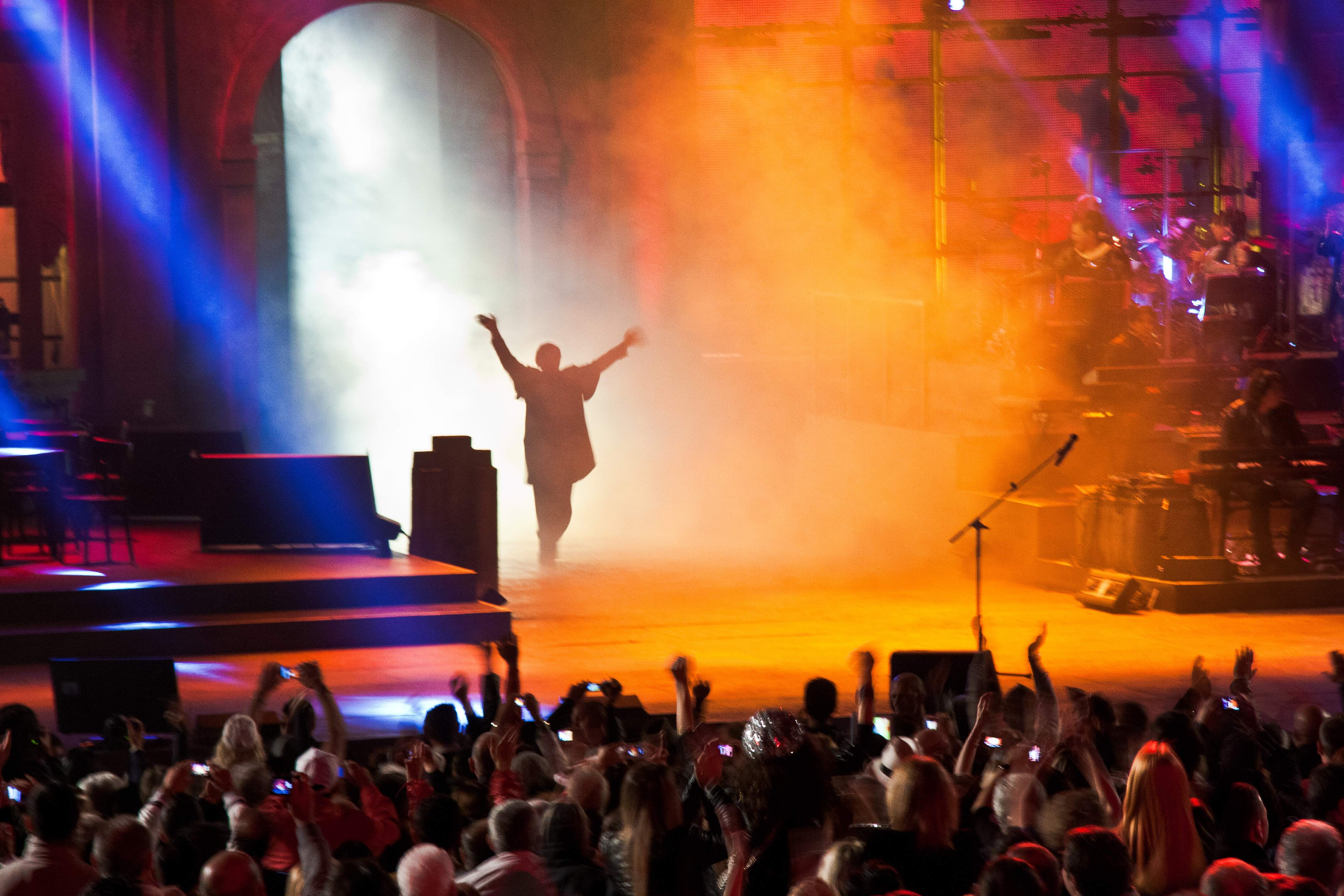
Adriano Live 1° serata 8 ottobre 2012

Adriano Live è un album di Adriano Celentano, pubblicato il 4 dicembre del 2012. È il suo secondo album dal vivo (Il primo era stato Me, live! del 1979), ed è stato registrato l'8 e 9 ottobre 2012 all'Arena di Verona. Esso contiene:
- un CD Live contenente 17 brani tratti dalle due serate (gli stessi del DVD tranne Rip it up, Yuppi du, Scende la pioggia, Straordinariamente e Caruso);
- un CD Best contenente nove tra i brani più rappresentativi della discografia di Celentano;
- un libretto di 60 pagine contenente immagini scattate durante i concerti (per la maggior parte contenute anche nel libretto del DVD) e "L'alfabeto di Adriano". 10 delle 60 pagine del libretto sono dedicate al CD Best e contengono, oltre ad alcune immagini, i testi di tre canzoni del CD (Solo da un quarto d'ora, Quel casinha e Io sono un uomo libero).

## Tracce

### Disco 1 - Live
1. Svalutation - 4:36
2. Si è spento il sole - 3:09
3. La Cumbia di chi cambia - 4:34
4. L'emozione non ha voce - 4:23
5. Pregherò - 3:40
6. Mondo in mi 7a - 6:34
7. Soli - 4:12
8. L'arcobaleno - 3:21
9. Storia d'amore - 5:30
10. Medley: Ringo - 5:07
11. Il ragazzo della via Gluck - 4:49
12. Città senza testa (Cammino) - 6:04
13. Una carezza in un pugno - 3:28
14. Ti penso e cambia il mondo  (Con Gianni Morandi) - 4:24
15. Azzurro - 2:49
16. Ready Teddy - 2:26
17. Prisencolinensinainciusol - 3:32

### Disco 2 - Best
1. Solo da un quarto d'ora
2. Io sono un uomo libero
3. Quel Casinha  Il ragazzo della via Gluck con Cesária Évora
4. 24 mila Baci
5. Nata per me  Remix
6. Dormi amore
7. Tir
8. Per sempre
9. Gelosia

## DVD
4 dicembre è anche uscito il DVD del live. È stato messo in vendita sia nei negozi, sia nelle edicole, in allegato al Corriere della Sera. Esso contiene 22 brani tratti dal live e un libretto di 60 pagine, contenente immagini scattate durante i concerti e alcuni articoli curati da Mariuccia Ciotta. Il DVD è stato montato dallo stesso Adriano Celentano assieme a Pino Pischetola, ed è un mix delle due serate, ridotte a 110 minuti di durata. È stato presentato e visionato in anteprima il 30 novembre 2012, presso il Teatro Ristori di Verona, in occasione della consegna delle chiavi della città a Celentano, da parte del sindaco Flavio Tosi.
1. «Svalutation»
2. «Rip It Up»
3. «Si è spento il sole»
4. «La cumbia di chi cambia»
5. «L'emozione non ha voce»
6. «Pregherò»
7. «Mondo in mi 7°»
8. «Soli»
9. «L'arcobaleno»
10. «Yuppi du»
11. «Storia d'amore»
12. «Il ragazzo della via Gluck»
13. «Città senza testa»
14. «Straordinariamente»
15. «Scende la pioggia»
16. «Una carezza in un pugno»
17. «Caruso»
18. «Ti penso e cambia il mondo»
19. «Medley: Ringo»
20. «Azzurro»
21. «Ready Teddy»
22. «Prisencolinensinainciusol»

Durata DVD 1:50:35